# Марион Ленокс
Марион Ленокс (на английски: Marion Lennox) е много плодовита австралийска писателка на бестселъри в жанра любовен роман и романс, предимно на медицинска тематика. Пише и под псевдонима Триша Дейвид (на английски: Trisha David).

## Биография и творчество
Марион Ленокс е родена през 1953 г. във ферма в Кобрико, Южна Австралия, където израства сред селскостопанската общност.
Има бакалавърска степен по търговия и диплома за преподавател по статистика и информационно обслужване от университета в Баларат. Преподавала е статистика, била е медицински рецепционист, и е работила в областта на компютрите в университета.
В търсене на своето призвание, по време на майчинството с второто си дете, се насочва към писане на романси. Първият ѝ романс „Dare to Love Again“ е публикуван през 1990 г.
Марион Ленокс 22 пъти е номинирана за награда от Асоциацията на писателите на романси в Австралия, от които 2 пъти е победител. Има 12 номинации и е носителка на 2 награди „РИТА“ за най-добър романс, а през 2009 г. е удостоена с награда за цялостно творчество от Асоциацията на писателите на романси на Америка.
Марион Ленокс живее със съпруга си и двете си деца в Баларат, в полите на Голямата вододелна планина в южната част на Австралия, една от малкото части определена като „студена“ там.

## Произведения

### Като Марион Ленокс

#### Самостоятелни романи
- Dare to Love Again (1990)
- Cruel Country (1990)
- Doctor Transformed (1991)
- A Bitter Judgement (1991)
- Болница сред пустинята, Wings of Healing (1992)
- The Healing Heart (1992)
- The Last Eden (1993)
- A Loving Legacy (1993)
- Сенки от миналото, Legacy of Shadows (1993)
- One Caring Heart (1994)
- Storm Haven (1994)
- Practice Makes Marriage (1995)
- Doctor's Honour (1995)
- Dangerous Physician (1995)
- Enchanting Surgeon (1995)
- A Christmas Blessing (1995)
- Bush Doctor's Bride (1996)
- Bridal Remedy (1996)
- Promise of a Miracle (1997)
- Hijacked Honeymoon (1998)
- Dr. McIver's Baby (1998)
- The Baby Affair (1999)
- Tom Bradley's Babies (2000)
- A Forever Family (2000)
- Bushfire Bride (2000)
- Doctor on Loan (2001)
- Emergency Wedding (2001)
- A Royal Proposition (2002)
- Dr. Blake's Angel (2002)
- Stormbound Surgeon (2003)
- To the Doctor, a Daughter (2003)
- Her Royal Baby (2003) – награда „РИТА„ за най-добър романс
- Tell No One (2003)
- In Dr Darling's Care (2004)
- The Last-Minute Marriage (2004)
- The Doctor's Special Touch (2005)
- Rescued by a Millionaire (2005)
- Bride by Accident (2005)
- His Secret Love-Child (2006)
- Rescue at Cradle Lake (2006)
- The Surgeon's Family Miracle (2006)
- His Miracle Bride (2007)
- The Prince's Outback Bride (2007)
- Their Lost & Found Family (2007)
- Wanted: Royal Wife and Mother (2007)
- His Island Bride (2008)
- A Special Kind of Family (2009)
- City Surgeon, Small Town Miracle (2010)
- Dating the Millionaire Doctor (2010)
- Christmas with Her Boss (2010)
- Dynamite Doc or Christmas Dad? (2011)
- The Doctor & the Runaway Heiress (2011)
- Her Outback Rescuer (2012)
- A Bride for the Maverick Millionaire (2013)
- The Surgeon's Doorstep Baby (2013)
- Sparks Fly with the Billionaire (2013)
- Miracle on Kaimotu Island (2013)
- Christmas at the Castle (2013)

#### Серия „Предписание: Любов“ (Prescription: Love)
1. Prescription-One Bride (1996)
2. Prescription-One Husband (1996)
3. Bachelor Cure (1999)

#### Серия „Търсят се родители“ (Parents Wanted)
1. A Child in Need (2000)
2. Their Baby Bargain (2001)
3. Adopted, Twins! (2001)
4. The Doctor's Baby (2002)

#### Серия „Замък на брега на делфина“ (Castle at Dolphin Bay)
1. The Doctor's Proposal (2006)
2. The Heir's Chosen Bride (2006)

#### Серия „Бракът на негово Величество“ (Marrying His Majesty)
1. Claimed: Secret Royal Son (2009)
2. Betrothed: To the People's Prince (2009)
3. Crowned: The Palace Nanny (2009)

#### Серия „Банксай бей“ (Banksia Bay)
1. Abby and the Bachelor Cop (2011)
2. Misty and the Single Dad (2011)
3. Mardie and the City Surgeon (2011)
4. Nikki and the Lone Wolf (2011)

#### Участие в общи серии с други писатели

##### Серия „Австралийци“ (Australians)
- A Millionaire for Molly (2002)

от серията има още 34 романа от различни автори

##### Серия „Чуждестранни афери“ (Foreign Affairs)
- Outback Husbands (2002) – сборник с Маргарет Уей

от серията има още 33 романа от различни автори

##### Серия „Мейтландски майчинства“ (Maitland Maternity)
23. Adopt a Dad (2003)
от серията има още 24 романа от различни автори

##### Серия „Полицейски хирурзи“ (Police Surgeons)
- The Police Doctor's Secret (2004)

от серията има още 2 романа от различни автори

##### Серия „Въздушни спасители“ (Air Rescue)
- The Doctor's Rescue Mission (2005)

от серията има още 00 романа от различни автори

##### Серия „Сърце до сърце“ (Heart to Heart)
- Princess of Convenience (2005) – награда „РИТА„ за най-добър романс

от серията има още 25 романа от различни автори

##### Серия „По кралско нареждане“ (By Royal Appointment)
- A Royal Marriage Of Convenience (2008)

от серията има още 6 романа от различни автори

##### Серия „Крокодайл Крийк“ (Crocodile Creek)
- A Bride and Child Worth Waiting for (2008)

от серията има още 1 роман от Мередит Уебър

##### Серия „Кралската къща на Карадъс“ (Royal House of Karedes)
3. The Prince's Captive Wife (2009)
от серията има още 7 романа от различни автори

##### Серия „В нейните обувки“ (In Her Shoes)
- Cinderella: Hired by the Prince (2010)

от серията има още 14 романа от различни автори

##### Серия „Болница „Харбър“, Сидни“ (Sydney Harbour Hospital)
1. Lily's Scandal (2012)
от серията има още 9 романа от различни автори

##### Серия „Наследството на Ларквил“ (Larkville Legacy)
- Taming the Brooding Cattleman (2012)

от серията има още 4 романа от различни автори

##### Серия „Австралия“ (Australia)
- Handsome Heroes (2013) – сборник с Лилиан Дарси и Алисън Робъртс

от серията има още 5 сборника от различни автори

##### Серия „Ангелите от Златния бряг“ (Gold Coast Angels)
- A Doctor's Redemption (2013)

от серията има още 2 романа от различни автори

#### Сборници
- Comfort and Joy (1997) – с Лин Колинс, Шарън Кендрик и Лора Макдоналд
- Mistletoe Miracles (2000) – с Катрин Джордж и Бети Нийлс
- Prescription Pregnancy (2001) – с Каролин Андерсън и Джоузи Меткалф
- Doctors Down Under (2002) – с Алисън Робъртс и Мередит Уебър
- Australian Playboys (2003) – с Хелън Бианчин и Маргарет Уей
- Australian Tycoons (2004) – с Ема Дарси и Маргарет Уей
- Christmas Deliveries (2004) – с Каролин Андерсън и Сара Морган
- Jazmin (2005) – с Дарси Магуайър и Лиса Манли
- Her Nine Month Miracle (2005) – с Барбара Хъни и Кати Уилямс
- Precious Gifts (2005) – с Кейт Харди и Джоузи Меткалф
- Royal Proposals (2006) – с Робин Доналд и Барбара Макмахон
- Twins Come Too! (2006) – с Джесика Харт и Сара Ууд
- Christmas Proposals (2006) – с Карол Мортимър и Ребека Уинтър
- Australian Heroes (2007) – с Фиона Макартър и Маргарет Уей
- Bringing up Baby (2007) – с Лиз Филдинг и Джесика Харт
- Wedding Bells (2007) – с Сюзън Фокс и Лий Майкълс
- Mothers Wanted (2008) – с Джесика Харт и Сандра Мартон
- Christmas Getaway (2008) – с Тина Леонард и Ан Стюарт
- Her Christmas Hero (2009) – с Тина Леонард и Ан Стюарт
- Christmas Promises (2012) – с Лин Греъм и Карол Мортимър
- An Ordinary Girl and a Prince: Wanted (2013) – с Кара Кътлър

### Като Триша Дейвид

#### Самостоятелни романи
- McAllister's Baby (1997)
- Bride By Friday (1998)
- Marrying William (1999)
- Bride 2000 (1999)
- Marriage for Maggie (1999)

#### Участие в общи серии с други писатели

##### Серия „Австралийци“ (Australians)
5. Borrowed-One Bride (1997)
от серията има още 34 романа от различни автори

##### Серия „Деца и целувки“ (Kids and Kisses)
- McTavish and Twins (1997)

от серията има още 18 романа от различни автори

##### Серия „Бащин бум“ (Daddy Boom)
- Falling for Jack (1998)

от серията има още 7 романа от различни автори